# جاك ريان (لاعب كرة قاعدة أمريكي)
جاك ريان (بالإنجليزية: Jack Ryan)‏ هو لاعب كرة قاعدة أمريكي، ولد في 12 نوفمبر 1868 في هافر هيل في الولايات المتحدة، وتوفي في 21 أغسطس 1952 في بوسطن في الولايات المتحدة.

## وصلات خارجية
- جاك ريان (لاعب كرة قاعدة أمريكي) على موقعبيزبول رفرنس.كوم (الدوري الرئيسي) (الإنجليزية)